# Calvisia nigroaxillaris
Calvisia nigroaxillaris är en insektsart som beskrevs av Günther 1943. Calvisia nigroaxillaris ingår i släktet Calvisia och familjen Diapheromeridae. Inga underarter finns listade.